# K-12 Tour
Il K-12 Tour è stato il terzo tour musicale della cantautrice statunitense Melanie Martinez, a supporto del suo secondo album in studio K-12 (2019).
Originariamente la sua conclusione era prevista per il 30 luglio 2020 a Las Vegas, ma tutti i concerti successivi alla data di Brixton sono stati cancellati a causa della rapida diffusione della pandemia di COVID-19. In compenso, la cantante ha tenuto un concerto virtuale il 17 dicembre 2020, dal titolo Can't Wait till I'm Out of K-12.

## Setlist
1. Wheels on the Bus
2. Class Fight
3. The Principal
4. Show & Tell
5. Nurse's Office
6. Drama Club
7. Strawberry Shortcake
8. Lunchbox Friends
9. Orange Juice
10. Detention
11. Teacher's Pet
12. High School Sweethearts
13. Recess
14. Mad Hatter
15. Alphabet Boy
16. Fire Drill

## Date del tour
Le tappe in Nord America vedranno come opening act l'artista Lauren Ruth Ward e quelle europee vedranno come opening act la cantante Naaz.
| Data                    | Città                   | Paese                   | Luogo                     | Biglietti venduti / Biglietti disponibili | Incassi                 |
| Prima leg: Nord America | Prima leg: Nord America | Prima leg: Nord America | Prima leg: Nord America   | Prima leg: Nord America                   | Prima leg: Nord America |
| ----------------------- | ----------------------- | ----------------------- | ------------------------- | ----------------------------------------- | ----------------------- |
| 12 ottobre 2019         | Washington              | Stati Uniti             | Union Market              |                                           |                         |
| 15 ottobre 2019         | Atlanta                 | Stati Uniti             | Coca-Cola Roxy            |                                           |                         |
| 16 ottobre 2019         | Orlando                 | Stati Uniti             | House Of Blues            |                                           |                         |
| 18 ottobre 2019         | Charlotte               | Stati Uniti             | The Fillmore              |                                           |                         |
| 19 ottobre 2019         | Richmond                | Stati Uniti             | The National              |                                           |                         |
| 20 ottobre 2019         | Boston                  | Stati Uniti             | Orpheum Theatre           |                                           |                         |
| 22 ottobre 2019         | Toronto                 | Canada                  | REBEL                     |                                           |                         |
| 23 ottobre 2019         | Detroit                 | Stati Uniti             | The Fillmore              |                                           |                         |
| 25 ottobre 2019         | Chicago                 | Stati Uniti             | Riviera Theatre           |                                           |                         |
| 26 ottobre 2019         | Columbus                | Stati Uniti             | Express Live!             | 2.200 / 2.200                             | $78.600                 |
| 29 ottobre 2019         | New York                | Stati Uniti             | Hammerstein Ballroom      |                                           |                         |
| 30 ottobre 2019         | Filadelfia              | Stati Uniti             | The Fillmore              |                                           |                         |
| 1º novembre 2019        | Indianapolis            | Stati Uniti             | Murat Theatre             |                                           |                         |
| 2 novembre 2019         | Milwaukee               | Stati Uniti             | Eagles Club               |                                           |                         |
| 3 novembre 2019         | Saint Louis             | Stati Uniti             | The Pageant               | 2.000 / 2.000                             | $70.000                 |
| 5 novembre 2019         | Houston                 | Stati Uniti             | Revention Music Center    |                                           |                         |
| 6 novembre 2019         | Irving                  | Stati Uniti             | Toyota Music Factory      |                                           |                         |
| 8 novembre 2019         | Phoenix                 | Stati Uniti             | The Van Buren             |                                           |                         |
| 9 novembre 2019         | Los Angeles             | Stati Uniti             | Hollywood Palladium       |                                           |                         |
| Seconda leg: Europa     |                         |                         |                           |                                           |                         |
| 2 dicembre 2019         | Dublino                 | Irlanda                 | Olympia Theatre           |                                           |                         |
| 4 dicembre 2019         | Glasgow                 | Regno Unito             | O2 Academy                |                                           |                         |
| 5 dicembre 2019         | Manchester              | Regno Unito             | O2 Apollo                 |                                           |                         |
| 6 dicembre 2019         | Newcastle upon Tyne     | Regno Unito             | O2 City Hall              |                                           |                         |
| 8 dicembre 2019         | Birmingham              | Regno Unito             | O2 Academy                |                                           |                         |
| 9 dicembre 2019         | Londra                  | Regno Unito             | O2 Shepherd's Bush Empire |                                           |                         |
| 11 dicembre 2019        | Portsmouth              | Regno Unito             | Guildhall                 |                                           |                         |
| 12 dicembre 2019        | Leeds                   | Regno Unito             | O2 Academy                |                                           |                         |
| 16 dicembre 2019        | Amsterdam               | Paesi Bassi             | Melkweg                   | 1.400 / 1.400                             | $46.267                 |
| 17 dicembre 2019        | Amburgo                 | Germania                | Docks                     |                                           |                         |
| 21 gennaio 2020         | Lisbona                 | Portogallo              | Arena di Campo Pequeno    |                                           |                         |
| 22 gennaio 2020         | Madrid                  | Spagna                  | Wizink Center             |                                           |                         |
| 24 gennaio 2020         | Padova                  | Italia                  | Gran Teatro Geox          |                                           |                         |
| 25 gennaio 2020         | Milano                  | Italia                  | Lorenzini District        |                                           |                         |
| 27 gennaio 2020         | Zurigo                  | Svizzera                | Halle 622                 |                                           |                         |
| 29 gennaio 2020         | Monaco di Baviera       | Germania                | TonHalle                  |                                           |                         |
| 30 gennaio 2020         | Vienna                  | Austria                 | Gasometer                 |                                           |                         |
| 31 gennaio 2020         | Cracovia                | Polonia                 | Stodola                   |                                           |                         |
| 2 febbraio 2020         | Berlino                 | Germania                | Columbiahalle             |                                           |                         |
| 3 febbraio 2020         | Praga                   | Repubblica Ceca         | Forum Karlin Hall         |                                           |                         |
| 5 febbraio 2020         | Copenaghen              | Danimarca               | KB Hallen                 |                                           |                         |
| 6 febbraio 2020         | Oslo                    | Norvegia                | Sentrum Scene             |                                           |                         |
| 7 febbraio 2020         | Stoccolma               | Svezia                  | Annexet                   |                                           |                         |
| 9 febbraio 2020         | Bruxelles               | Belgio                  | AB Main Hall              |                                           |                         |
| 10 febbraio 2020        | Francoforte sul Meno    | Germania                | Jahrhunderthalle          |                                           |                         |
| 12 febbraio 2020        | Colonia                 | Germania                | Palladium                 |                                           |                         |
| 13 febbraio 2020        | Parigi                  | Francia                 | Olympia                   |                                           |                         |
| 15 febbraio 2020        | Tilburg                 | Paesi Bassi             | Poppodium 013             |                                           |                         |
| 17 febbraio 2020        | Brixton                 | Regno Unito             | O2 Academy Brixton        |                                           |                         |

## Date posticipate
| Data           | Città            | Paese        | Luogo                                         | Motivazione                     |              |
| Nord America   | Nord America     | Nord America | Nord America                                  | Nord America                    | Nord America |
| -------------- | ---------------- | ------------ | --------------------------------------------- | ------------------------------- | ------------ |
| 17 marzo 2020  | Anaheim          | Stati Uniti  | House Of Blues                                | Rimandati a causa del COVID-19. |              |
| 19 marzo 2020  | Oakland          | Stati Uniti  | Fox Theatre                                   | Rimandati a causa del COVID-19. |              |
| 22 marzo 2020  | Denver           | Stati Uniti  | Paramount Theatre                             | Rimandati a causa del COVID-19. |              |
| 23 marzo 2020  | Salt Lake City   | Stati Uniti  | The Union                                     | Rimandati a causa del COVID-19. |              |
| 25 marzo 2020  | Seattle          | Stati Uniti  | Paramount Theatre                             | Rimandati a causa del COVID-19. |              |
| 3 giugno 2020  | Minneapolis      | Stati Uniti  | Minneapolis Armory                            | Rimandati a causa del COVID-19. |              |
| 5 giugno 2020  | Cincinnati       | Stati Uniti  | Yeatman's Cove                                | Rimandati a causa del COVID-19. |              |
| 6 giugno 2020  | Sterling Heights | Stati Uniti  | Michigan Lottery Amphitheatre at Freedom Hill | Rimandati a causa del COVID-19. |              |
| 7 giugno 2020  | Columbus         | Stati Uniti  | Express Live!                                 | Rimandati a causa del COVID-19. |              |
| 9 giugno 2020  | Chicago          | Stati Uniti  | Huntington Bank Pavilion                      | Rimandati a causa del COVID-19. |              |
| 10 giugno 2020 | Maryland Heights | Stati Uniti  | St. Louis Music Park                          | Rimandati a causa del COVID-19. |              |
| 12 giugno 2020 | Cleveland        | Stati Uniti  | Jacobs Pavilion                               | Rimandati a causa del COVID-19. |              |
| 13 giugno 2020 | Toronto          | Canada       | RBC Echo Beach                                | Rimandati a causa del COVID-19. |              |
| 14 giugno 2020 | Montréal         | Canada       | M Telus                                       | Rimandati a causa del COVID-19. |              |
| 16 giugno 2020 | Washington       | Stati Uniti  | The Anthem                                    | Rimandati a causa del COVID-19. |              |
| 17 giugno 2020 | Pittsburgh       | Stati Uniti  | UPMC Events Center                            | Rimandati a causa del COVID-19. |              |
| 19 giugno 2020 | Boston           | Stati Uniti  | Rockland Trust Bank Pavilion                  | Rimandati a causa del COVID-19. |              |
| 20 giugno 2020 | Filadelfia       | Stati Uniti  | The Met Philadelphia                          | Rimandati a causa del COVID-19. |              |
| 21 giugno 2020 | Asbury Park      | Stati Uniti  | Stone Pony Summer Stage                       | Rimandati a causa del COVID-19. |              |
| 23 giugno 2020 | Wallingford      | Stati Uniti  | Toyota Oakdale Theatre                        | Rimandati a causa del COVID-19. |              |
| 24 giugno 2020 | New York         | Stati Uniti  | Radio City Music Hall                         | Rimandati a causa del COVID-19. |              |
| 26 giugno 2020 | Raleigh          | Stati Uniti  | Red Hat Amphitheater                          | Rimandati a causa del COVID-19. |              |
| 27 giugno 2020 | Charlotte        | Stati Uniti  | Charlotte Metro Credit Union Amphitheatre     | Rimandati a causa del COVID-19. |              |
| 28 giugno 2020 | Nashville        | Stati Uniti  | Nashville Municipal Auditorium                | Rimandati a causa del COVID-19. |              |
| 30 giugno 2020 | Jacksonville     | Stati Uniti  | Daily's Place                                 | Rimandati a causa del COVID-19. |              |
| 1º luglio 2020 | Miami            | Stati Uniti  | Bayfront Park                                 | Rimandati a causa del COVID-19. |              |
| 2 luglio 2020  | Tampa            | Stati Uniti  | Yuengling Center                              | Rimandati a causa del COVID-19. |              |
| 7 luglio 2020  | Independence     | Stati Uniti  | Silverstein Eye Centers Arena                 | Rimandati a causa del COVID-19. |              |
| 8 luglio 2020  | Rogers           | Stati Uniti  | Walmart Arkansas Music Pavilion               | Rimandati a causa del COVID-19. |              |
| 9 luglio 2020  | Irving           | Stati Uniti  | Toyota Music Factory                          | Rimandati a causa del COVID-19. |              |
| 11 luglio 2020 | Sugar Land       | Stati Uniti  | Smart Financial Centre                        | Rimandati a causa del COVID-19. |              |
| 12 luglio 2020 | Austin           | Stati Uniti  | Moody Theater                                 | Rimandati a causa del COVID-19. |              |
| 14 luglio 2020 | Phoenix          | Stati Uniti  | Arizona Federal Theatre                       | Rimandati a causa del COVID-19. |              |
| 15 luglio 2020 | Fresno           | Stati Uniti  | William Saroyan Theatre                       | Rimandati a causa del COVID-19. |              |
| 17 luglio 2020 | Los Angeles      | Stati Uniti  | Greek Theatre                                 | Rimandati a causa del COVID-19. |              |
| 18 luglio 2020 | San Diego        | Stati Uniti  | CalCoast Credit Union Open Air Theatre        | Rimandati a causa del COVID-19. |              |
| 21 luglio 2020 | Portland         | Stati Uniti  | Theater of the Clouds                         | Rimandati a causa del COVID-19. |              |
| 22 luglio 2020 | Vancouver        | Canada       | Orpheum Theatre                               | Rimandati a causa del COVID-19. |              |
| 23 luglio 2020 | Redmond          | Stati Uniti  | Marymoor Park                                 | Rimandati a causa del COVID-19. |              |
| 25 luglio 2020 | Sandy            | Stati Uniti  | Sandy City Amphitheater                       | Rimandati a causa del COVID-19. |              |
| 26 luglio 2020 | Denver           | Stati Uniti  | Fillmore Auditorium                           | Rimandati a causa del COVID-19. |              |
| 28 luglio 2020 | Garden City      | Stati Uniti  | The Revolution Center                         | Rimandati a causa del COVID-19. |              |
| 30 luglio 2020 | Las Vegas        | Stati Uniti  | Pearl Concert Theater                         | Rimandati a causa del COVID-19. |              |